# Bulkington (Warwickshire)
Bulkington is een civil parish in het bestuurlijke gebied Nuneaton and Bedworth, in het Engelse graafschap Warwickshire. De plaats telt 6.303 inwoners.
Bulkington heeft model gestaan voor het dorp Raveloe in George Eliots roman Silas Marner.

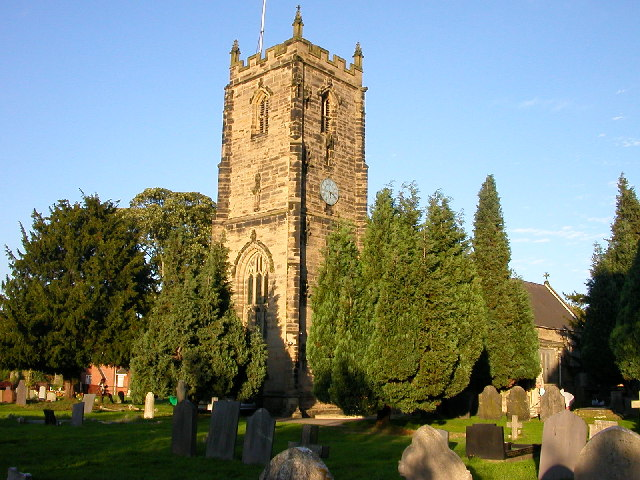
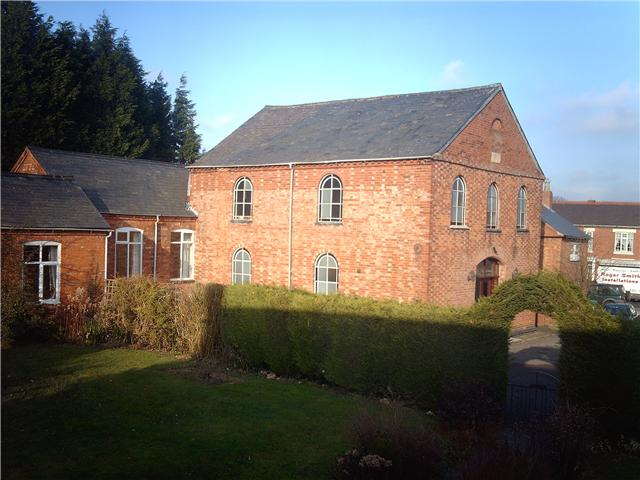
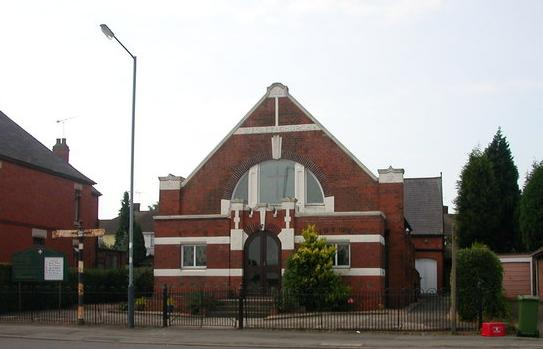
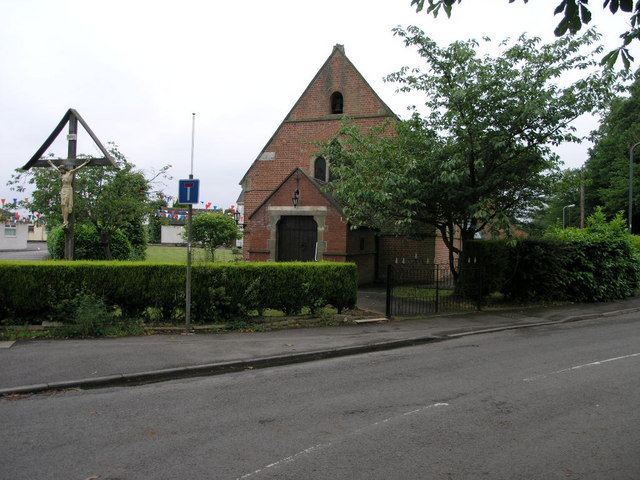